# Équipe du Brésil féminine de football à la Coupe du monde 2019
L'équipe du Brésil féminine de football participe à la Coupe du monde de 2019 organisée en France du 7 juin 2019 au 7 juillet 2019.

## Qualification
Le Brésil se qualifie grâce à sa victoire lors de la Copa América féminine 2018.

## Préparation

### Maillot
Pendant la Coupe du Monde féminine 2019, l'équipe du Brésil porte un maillot confectionné par l'équipementier Nike. Le maillot domicile est jaune avec seulement du vert sur les ourlets. Le maillot extérieur est bleu avec des motifs qui s’effacent en vers le bas.

## Joueuses et encadrement technique
La sélection finale est annoncée le 16 mai 2019.

## Compétition
Pour un article plus général, voir Coupe du monde féminine de football 2019.

### Format et tirage au sort
Les 24 équipes qualifiées pour la Coupe du monde sont réparties en quatre chapeaux de six équipes. Lors du tirage au sort, six groupes de quatre équipes sont formés, les quatre équipes de chaque groupe provenant chacune d'un chapeau différent. Celles-ci s'affrontent une fois chacune : à la fin des trois journées, les deux premiers de chaque groupe sont qualifiés pour les huitièmes de finale, ainsi que les quatre meilleurs troisième de groupe.
Le Brésil est placé dans le chapeau 2. Celui-ci contient une équipe asiatique (Japon), une équipe sud-américaine (Brésil) au côté de quatre équipes européennes (Norvège, Pays-Bas, Suède et Espagne).
Le tirage donne alors pour adversaires la Jamaïque, l'Italie et l'Australie.

### Premier tour - Groupe C
| Rang | Équipe    | Pts | J | G | N | P | Bp | Bc | Diff |
| ---- | --------- | --- | - | - | - | - | -- | -- | ---- |
| 1    | Italie    | 6   | 3 | 2 | 0 | 1 | 7  | 2  | +5   |
| 2    | Australie | 6   | 3 | 2 | 0 | 1 | 8  | 5  | +3   |
| 3    | Brésil    | 6   | 3 | 2 | 0 | 1 | 6  | 3  | +3   |
| 4    | Jamaïque  | 0   | 3 | 0 | 0 | 3 | 1  | 12 | -11  |

#### Brésil - Jamaïque
| Match 6           | Brésil                                                                      | 3 – 0   | Jamaïque    | Stade des Alpes, Grenoble                     |                                               |
| 9 juin 2019 15:30 | (Alves ) Cristiane 15e · Alves 39e · (Alves ) Cristiane 50e · Cristiane 64e | (1 - 0) |             | Spectateurs : 17 668 Arbitrage : Riem Hussein | Spectateurs : 17 668 Arbitrage : Riem Hussein |
| 9 juin 2019 15:30 | Formiga 58e · Daiane 82e                                                    | Rapport | 17e Plummer | Spectateurs : 17 668 Arbitrage : Riem Hussein | Spectateurs : 17 668 Arbitrage : Riem Hussein |

| Brésil | Jamaïque |

| BRÉSIL :        |    |                |             |     |
|                 |    |                |             |     |
| Gardien de but  | 1  | Bárbara        |             |     |
|                 | 13 | Letícia Santos |             |     |
|                 | 14 | Kathellen      |             | 76e |
|                 | 21 | Mônica         |             |     |
|                 | 6  | Tamires        |             |     |
|                 | 7  | Andressa Alves | 39e         |     |
|                 | 8  | Formiga        | 58e         |     |
|                 | 5  | Thaisa         |             |     |
|                 | 9  | Debinha        |             |     |
|                 | 16 | Beatriz        |             | 65e |
|                 | 11 | Cristiane      | 15e 50e 64e | 65e |
| Remplaçantes :  |    |                |             |     |
|                 | 19 | Ludmila        |             | 65e |
|                 | 23 | Geyse          |             | 65e |
|                 | 3  | Daiane Limeira | 82e         | 76e |
| Sélectionneur : |    |                |             |     |
| Vadão           |    |                |             |     |

| JAMAÏQUE :      |    |                       |     |     |
|                 |    |                       |     |     |
| Gardien de but  | 1  | Sydney Schneider      |     |     |
|                 | 16 | Dominique Bond-Flasza |     |     |
|                 | 5  | Konya Plummer         | 17e |     |
|                 | 17 | Allyson Swaby         |     |     |
|                 | 14 | Deneisha Blackwood    |     |     |
|                 | 4  | Chantelle Swaby       |     |     |
|                 | 6  | Havana Solaun         |     | 72e |
|                 | 9  | Marlo Sweatman        |     |     |
|                 | 20 | Cheyna Matthews       |     | 62e |
|                 | 11 | Khadija Shaw          |     |     |
|                 | 18 | Trudi Carter          |     | 79e |
| Remplaçantes :  |    |                       |     |     |
|                 | 10 | Jody Brown            |     | 62e |
|                 | 7  | Chinyelu Asher        |     | 72e |
|                 | 15 | Tiffany Cameron       |     | 79e |
| Sélectionneur : |    |                       |     |     |
| Hue Menzies     |    |                       |     |     |

| Assistantes : Kylie Cockburn Mihaela Tepusa Quatrième arbitre : Kateryna Monzul Arbitre vidéo : Bastian Dankert Assistants arbitre vidéo : Maryna Striletska Sascha Stegemann Femme du Match : Cristiane |

#### Australie - Brésil
| Match 16           | Australie                                                            | 3 - 2   | Brésil                                      | Stade de la Mosson, Montpellier                                                 |                                                                                 |
| 13 juin 2019 18:00 | ( Logarzo) Foord 45+1e · ( Carpenter) Logarzo 58e · Mônica 66e (csc) | (1 - 2) | 27e (pen.) Marta · 38e Cristiane ( Debinha) | Spectateurs : 17 032 Arbitrage : Esther Staubli Arbitre vidéo : Bastian Dankert | Spectateurs : 17 032 Arbitrage : Esther Staubli Arbitre vidéo : Bastian Dankert |
| 13 juin 2019 18:00 |                                                                      | Rapport | 85e Andressa · 87e Luana                    | Spectateurs : 17 032 Arbitrage : Esther Staubli Arbitre vidéo : Bastian Dankert | Spectateurs : 17 032 Arbitrage : Esther Staubli Arbitre vidéo : Bastian Dankert |

| Australie | Brésil |

| AUSTRALIE :     |    |                      |  |       |
|                 |    |                      |  |       |
| Gardien de but  | 1  | Lydia Williams       |  |       |
|                 | 21 | Ellie Carpenter      |  |       |
|                 | 14 | Alanna Kennedy       |  |       |
|                 | 7  | Steph Catley         |  |       |
|                 | 8  | Elise Kellond-Knight |  |       |
|                 | 13 | Tameka Yallop        |  |       |
|                 | 10 | Emily van Egmond     |  |       |
|                 | 6  | Chloe Logarzo        |  |       |
|                 | 15 | Emily Gielnik        |  | 72e   |
|                 | 20 | Sam Kerr             |  |       |
|                 | 9  | Caitlin Foord        |  | 90+5e |
| Remplaçantes :  |    |                      |  |       |
|                 | 16 | Hayley Raso          |  | 72e   |
|                 | 5  | Karly Roestbakken    |  | 90+5e |
| Sélectionneur : |    |                      |  |       |
| Ante Milicic    |    |                      |  |       |

| BRÉSIL :        |    |                |     |     |
|                 |    |                |     |     |
| Gardien de but  | 1  | Bárbara        |     |     |
|                 | 13 | Letícia Santos |     |     |
|                 | 14 | Kathellen      |     |     |
|                 | 21 | Mônica         |     |     |
|                 | 6  | Tamires        |     |     |
|                 | 9  | Debinha        |     |     |
|                 | 8  | Formiga        | 14e | 46e |
|                 | 5  | Thaisa         |     |     |
|                 | 7  | Andressa Alves | 85e |     |
|                 | 11 | Cristiane      |     | 75e |
|                 | 10 | Marta          |     | 46e |
| Remplaçantes :  |    |                |     |     |
|                 | 19 | Ludmila        |     | 46e |
|                 | 18 | Luana          | 87e | 46e |
|                 | 16 | Beatriz        |     | 75e |
| Sélectionneur : |    |                |     |     |
| Vadão           |    |                |     |     |

| Assistantes : Sian Massey Susanne Kung Quatrième arbitre : Stéphanie Frappart Arbitre vidéo : Bastian Dankert Assistants arbitre vidéo : Lucie Ratajova Sascha Stegemann Femme du Match : Chloe Logarzo |

#### Italie - Brésil
| Match 29           | Italie      | 0 - 1   | Brésil                               | Stade du Hainaut, Valenciennes                                                          |                                                                                         |
| 18 juin 2019 21:00 |             | (0 - 0) | 74e (pen.) Marta                     | Spectateurs : 21 669 Arbitrage : Lucila Venegas Arbitre vidéo : Carlos del Cerro Grande | Spectateurs : 21 669 Arbitrage : Lucila Venegas Arbitre vidéo : Carlos del Cerro Grande |
| 18 juin 2019 21:00 | Bartoli 15e | Rapport | 13e Letícia Santos · 90+4e Kathellen | Spectateurs : 21 669 Arbitrage : Lucila Venegas Arbitre vidéo : Carlos del Cerro Grande | Spectateurs : 21 669 Arbitrage : Lucila Venegas Arbitre vidéo : Carlos del Cerro Grande |

| Italie | Brésil |

| ITALIE :         |    |                       |     |     |
|                  |    |                       |     |     |
| Gardien de but   | 1  | Laura Giuliani        |     |     |
|                  | 7  | Alia Guagni           |     |     |
|                  | 3  | Sara Gama             |     |     |
|                  | 5  | Elena Linari          |     |     |
|                  | 13 | Elisa Bartoli         | 15e | 71e |
|                  | 4  | Aurora Galli          |     |     |
|                  | 23 | Manuela Giugliano     |     |     |
|                  | 21 | Valentina Cernoia     |     |     |
|                  | 19 | Valentina Giacinti    |     | 63e |
|                  | 10 | Cristiana Girelli     |     | 78e |
|                  | 11 | Barbara Bonansea      |     |     |
| Remplaçantes :   |    |                       |     |     |
|                  | 2  | Valentina Bergamaschi |     | 63e |
|                  | 17 | Lisa Boattin          |     | 71e |
|                  | 18 | Ilaria Mauro          |     | 78e |
| Sélectionneuse : |    |                       |     |     |
| Milena Bertolini |    |                       |     |     |

| BRÉSIL :        |    |                |       |     |
|                 |    |                |       |     |
| Gardien de but  | 1  | Bárbara        |       |     |
|                 | 13 | Letícia Santos | 13e   | 76e |
|                 | 14 | Kathellen      | 90+4e |     |
|                 | 21 | Mônica         |       |     |
|                 | 6  | Tamires        |       |     |
|                 | 5  | Thaisa         |       |     |
|                 | 17 | Andressinha    |       |     |
|                 | 10 | Marta          |       | 84e |
|                 | 19 | Ludmila        |       |     |
|                 | 9  | Debinha        |       |     |
|                 | 11 | Cristiane      |       | 65e |
| Remplaçantes :  |    |                |       |     |
|                 | 16 | Beatriz        |       | 65e |
|                 | 2  | Poliana        |       | 76e |
|                 | 18 | Luana          |       | 84e |
| Sélectionneur : |    |                |       |     |
| Vadão           |    |                |       |     |

| Assistantes : Mayte Chavez Enedina Caudillo Quatrième arbitre : Ekaterina Koroleva Arbitre vidéo : Carlos del Cerro Grande Assistants arbitre vidéo : Loreto Toloza Tiago Martins Femme du Match : Marta |

### Phase à élimination directe

#### Huitième de finale: France - Brésil
| Match 40           | France                                    | 2 – 1 ap              | Brésil     | Stade Océane, Le Havre                                 |                                                        |
| 23 juin 2019 21:00 | ( Diani) Gauvin 52e · ( Majri) Henry 107e | (0 - 0, 1 - 1, 1 - 1) | 63e Thaisa | Spectateurs : 23 965 Arbitrage : Marie-Soleil Beaudoin | Spectateurs : 23 965 Arbitrage : Marie-Soleil Beaudoin |
| 23 juin 2019 21:00 | Rapport                                   |                       |            | Spectateurs : 23 965 Arbitrage : Marie-Soleil Beaudoin | Spectateurs : 23 965 Arbitrage : Marie-Soleil Beaudoin |

| France | Brésil |

| FRANCE :         |    |                    |     |       |
|                  |    |                    |     |       |
| Gardien de but   | 16 | Sarah Bouhaddi     |     |       |
|                  | 4  | Marion Torrent     |     | 109e  |
|                  | 19 | Griedge Mbock      |     |       |
|                  | 3  | Wendie Renard      | 36e |       |
|                  | 10 | Amel Majri         |     | 118e  |
|                  | 11 | Kadidiatou Diani   |     |       |
|                  | 6  | Amandine Henry     |     |       |
|                  | 15 | Élise Bussaglia    |     |       |
|                  | 18 | Viviane Asseyi     |     | 81e   |
|                  | 13 | Valérie Gauvin     |     | 90+3e |
|                  | 9  | Eugénie Le Sommer  |     |       |
| Remplaçantes :   |    |                    |     |       |
|                  | 17 | Gaëtane Thiney     |     | 81e   |
|                  | 20 | Delphine Cascarino |     | 90+3e |
|                  | 2  | Ève Périsset       |     | 109e  |
|                  | 7  | Sakina Karchaoui   |     | 118e  |
| Sélectionneuse : |    |                    |     |       |
| Corinne Diacre   |    |                    |     |       |

| BRÉSIL :        |    |                 |       |     |
|                 |    |                 |       |     |
| Gardien de but  | 1  | Bárbara         |       |     |
|                 | 13 | Letícia Santos  |       | 89e |
|                 | 14 | Kathellen Sousa | 101e  |     |
|                 | 21 | Mônica          |       |     |
|                 | 6  | Tamires         | 45+2e |     |
|                 | 8  | Formiga         | 70e   | 75e |
|                 | 5  | Thaisa          |       |     |
|                 | 10 | Marta           |       |     |
|                 | 19 | Ludmila         |       | 71e |
|                 | 11 | Cristiane       |       | 96e |
|                 | 9  | Debinha         |       |     |
| Remplaçantes :  |    |                 |       |     |
|                 | 16 | Beatriz         | 82e   | 71e |
|                 | 17 | Andressinha     |       | 75e |
|                 | 2  | Poliana         |       | 89e |
|                 | 23 | Geyse           |       | 96e |
| Sélectionneur : |    |                 |       |     |
| Vadão           |    |                 |       |     |

| Assistantes : Princess Brown Stephanie-Dale Yee Sing Quatrième arbitre : Esther Staubli Cinquième arbitre : Susanne Küng Arbitre vidéo : Massimiliano Irrati Assistants arbitre vidéo : Chris Beath Oleksandra Ardasheva Femme du Match : Amandine Henry |

## Temps de jeu
| Joueuses               |            |            |            |            | TT         | But inscrit | Passe décisive | MJ         | MT         | Légende |
| ---------------------- | ---------- | ---------- | ---------- | ---------- | ---------- | ----------- | -------------- | ---------- | ---------- | --- |
| Gardiennes             | Gardiennes | Gardiennes | Gardiennes | Gardiennes | Gardiennes | Gardiennes  | Gardiennes     | Gardiennes | Gardiennes | Abréviations et symboles : TT : Total de minutes jouées MJ : Nombre de matchs joués MT : Matchs joués en tant que titulaire : but : passe décisive : joueuse entrée : joueuse remplacée : capitaine : carton jaune : carton rouge |
| Bárbara                | 90         | 90         | 90         | 120        | 390        | -           | -              | 4          | 4          | Abréviations et symboles : TT : Total de minutes jouées MJ : Nombre de matchs joués MT : Matchs joués en tant que titulaire : but : passe décisive : joueuse entrée : joueuse remplacée : capitaine : carton jaune : carton rouge |
| Aline Villares Reis    | -          | -          | -          | -          | -          | -           | -              | -          | -          | Abréviations et symboles : TT : Total de minutes jouées MJ : Nombre de matchs joués MT : Matchs joués en tant que titulaire : but : passe décisive : joueuse entrée : joueuse remplacée : capitaine : carton jaune : carton rouge |
| Letícia                | -          | -          | -          | -          | -          | -           | -              | -          | -          | Abréviations et symboles : TT : Total de minutes jouées MJ : Nombre de matchs joués MT : Matchs joués en tant que titulaire : but : passe décisive : joueuse entrée : joueuse remplacée : capitaine : carton jaune : carton rouge |
| Défenseures            |            |            |            |            |            |             |                |            |            | Abréviations et symboles : TT : Total de minutes jouées MJ : Nombre de matchs joués MT : Matchs joués en tant que titulaire : but : passe décisive : joueuse entrée : joueuse remplacée : capitaine : carton jaune : carton rouge |
| Poliana                | -          | -          | 14         | 31         | 45         | -           | -              | 2          | -          | Abréviations et symboles : TT : Total de minutes jouées MJ : Nombre de matchs joués MT : Matchs joués en tant que titulaire : but : passe décisive : joueuse entrée : joueuse remplacée : capitaine : carton jaune : carton rouge |
| Érika                  | 14         | -          | -          | -          | 14         | -           | -              | 1          | -          | Abréviations et symboles : TT : Total de minutes jouées MJ : Nombre de matchs joués MT : Matchs joués en tant que titulaire : but : passe décisive : joueuse entrée : joueuse remplacée : capitaine : carton jaune : carton rouge |
| Tayla                  | -          | -          | -          | -          | -          | -           | -              | -          | -          | Abréviations et symboles : TT : Total de minutes jouées MJ : Nombre de matchs joués MT : Matchs joués en tant que titulaire : but : passe décisive : joueuse entrée : joueuse remplacée : capitaine : carton jaune : carton rouge |
| Tamires                | 90         | 90         | 90         | 120        | 390        | -           | -              | 4          | 4          | Abréviations et symboles : TT : Total de minutes jouées MJ : Nombre de matchs joués MT : Matchs joués en tant que titulaire : but : passe décisive : joueuse entrée : joueuse remplacée : capitaine : carton jaune : carton rouge |
| Letícia Santos         | 90         | 90         | 76         | 89         | 345        | -           | -              | 4          | 4          | Abréviations et symboles : TT : Total de minutes jouées MJ : Nombre de matchs joués MT : Matchs joués en tant que titulaire : but : passe décisive : joueuse entrée : joueuse remplacée : capitaine : carton jaune : carton rouge |
| Kathellen Sousa        | 76         | 90         | 90         | 120        | 376        | -           | -              | 4          | 4          | Abréviations et symboles : TT : Total de minutes jouées MJ : Nombre de matchs joués MT : Matchs joués en tant que titulaire : but : passe décisive : joueuse entrée : joueuse remplacée : capitaine : carton jaune : carton rouge |
| Camila                 | -          | -          | -          | -          | -          | -           | -              | -          | -          | Abréviations et symboles : TT : Total de minutes jouées MJ : Nombre de matchs joués MT : Matchs joués en tant que titulaire : but : passe décisive : joueuse entrée : joueuse remplacée : capitaine : carton jaune : carton rouge |
| Mônica                 | 90         | 90         | 90         | 120        | 390        | -           | -              | 4          | 4          | Abréviations et symboles : TT : Total de minutes jouées MJ : Nombre de matchs joués MT : Matchs joués en tant que titulaire : but : passe décisive : joueuse entrée : joueuse remplacée : capitaine : carton jaune : carton rouge |
| Milieux                |            |            |            |            |            |             |                |            |            | Abréviations et symboles : TT : Total de minutes jouées MJ : Nombre de matchs joués MT : Matchs joués en tant que titulaire : but : passe décisive : joueuse entrée : joueuse remplacée : capitaine : carton jaune : carton rouge |
| Thaisa                 | 90         | 90         | 90         | 120        | 390        | 1           | -              | 4          | 4          | Abréviations et symboles : TT : Total de minutes jouées MJ : Nombre de matchs joués MT : Matchs joués en tant que titulaire : but : passe décisive : joueuse entrée : joueuse remplacée : capitaine : carton jaune : carton rouge |
| Formiga                | 90         | 46         | -          | 75         | 211        | -           | -              | 3          | 3          | Abréviations et symboles : TT : Total de minutes jouées MJ : Nombre de matchs joués MT : Matchs joués en tant que titulaire : but : passe décisive : joueuse entrée : joueuse remplacée : capitaine : carton jaune : carton rouge |
| Andressinha            | -          | -          | 90         | 45         | 135        | -           | -              | 2          | 1          | Abréviations et symboles : TT : Total de minutes jouées MJ : Nombre de matchs joués MT : Matchs joués en tant que titulaire : but : passe décisive : joueuse entrée : joueuse remplacée : capitaine : carton jaune : carton rouge |
| Luana                  | -          | 44         | 6          | -          | 50         | -           | -              | 2          | -          | Abréviations et symboles : TT : Total de minutes jouées MJ : Nombre de matchs joués MT : Matchs joués en tant que titulaire : but : passe décisive : joueuse entrée : joueuse remplacée : capitaine : carton jaune : carton rouge |
| Attaquantes            |            |            |            |            |            |             |                |            |            | Abréviations et symboles : TT : Total de minutes jouées MJ : Nombre de matchs joués MT : Matchs joués en tant que titulaire : but : passe décisive : joueuse entrée : joueuse remplacée : capitaine : carton jaune : carton rouge |
| Andressa Alves         | 90         | 90         | -          | -          | 180        | -           | 2              | 2          | 2          | Abréviations et symboles : TT : Total de minutes jouées MJ : Nombre de matchs joués MT : Matchs joués en tant que titulaire : but : passe décisive : joueuse entrée : joueuse remplacée : capitaine : carton jaune : carton rouge |
| Debinha                | 90         | 90         | 90         | 120        | 390        | -           | 1              | 4          | 4          | Abréviations et symboles : TT : Total de minutes jouées MJ : Nombre de matchs joués MT : Matchs joués en tant que titulaire : but : passe décisive : joueuse entrée : joueuse remplacée : capitaine : carton jaune : carton rouge |
| Marta                  | -          | 46         | 84         | 120        | 250        | 2           | -              | 3          | 3          | Abréviations et symboles : TT : Total de minutes jouées MJ : Nombre de matchs joués MT : Matchs joués en tant que titulaire : but : passe décisive : joueuse entrée : joueuse remplacée : capitaine : carton jaune : carton rouge |
| Cristiane              | 65         | 75         | 65         | 96         | 301        | 4           | -              | 4          | 4          | Abréviations et symboles : TT : Total de minutes jouées MJ : Nombre de matchs joués MT : Matchs joués en tant que titulaire : but : passe décisive : joueuse entrée : joueuse remplacée : capitaine : carton jaune : carton rouge |
| Beatriz Zaneratto João | 65         | 15         | 25         | 49         | 154        | -           | -              | 4          | 1          | Abréviations et symboles : TT : Total de minutes jouées MJ : Nombre de matchs joués MT : Matchs joués en tant que titulaire : but : passe décisive : joueuse entrée : joueuse remplacée : capitaine : carton jaune : carton rouge |
| Ludmila da Silva       | 25         | 44         | 90         | 71         | 230        | -           | -              | 4          | 2          | Abréviations et symboles : TT : Total de minutes jouées MJ : Nombre de matchs joués MT : Matchs joués en tant que titulaire : but : passe décisive : joueuse entrée : joueuse remplacée : capitaine : carton jaune : carton rouge |
| Raquel                 | -          | -          | -          | -          | -          | -           | -              | -          | -          | Abréviations et symboles : TT : Total de minutes jouées MJ : Nombre de matchs joués MT : Matchs joués en tant que titulaire : but : passe décisive : joueuse entrée : joueuse remplacée : capitaine : carton jaune : carton rouge |
| Geyse                  | 25         | -          | -          | 24         | 49         | -           | -              | 2          | -          | Abréviations et symboles : TT : Total de minutes jouées MJ : Nombre de matchs joués MT : Matchs joués en tant que titulaire : but : passe décisive : joueuse entrée : joueuse remplacée : capitaine : carton jaune : carton rouge |
| Total                  |            |            |            |            |            |             |                |            |            | Abréviations et symboles : TT : Total de minutes jouées MJ : Nombre de matchs joués MT : Matchs joués en tant que titulaire : but : passe décisive : joueuse entrée : joueuse remplacée : capitaine : carton jaune : carton rouge |
| Équipe du Brésil       | 90         | 90         | 90         | 120        | 390        | 7           | 3              | 4          | -          | Abréviations et symboles : TT : Total de minutes jouées MJ : Nombre de matchs joués MT : Matchs joués en tant que titulaire : but : passe décisive : joueuse entrée : joueuse remplacée : capitaine : carton jaune : carton rouge |

### Autres références
1. ↑  « Coupe du monde féminine. Découvrez tous les maillots des équipes en lice », sur ouest-france.fr, 3 juin 2019 (consulté le 14 février 2020)
2. ↑  « Le Brésil avec Marta et Formiga », sur Eurosport, 16 mai 2019 (consulté le 17 mai 2019)